# Прокопенко, Александр Тимофеевич
Александр Тимофеевич Прокопенко (16 ноября 1953, Бобруйск — 29 марта 1989, Минск) — советский футболист. Игровое амплуа — полузащитник. Мастер спорта СССР (1979). Мастер спорта международного класса (1980).
Окончил Белорусский институт физической культуры.

## Биография
Окончил среднюю школу № 5 (3 гимназия) города Бобруйска. В начале 1960-х годов сборная по футболу этой школы пять лет подряд выигрывала Кубок дружбы для сборных школ Белоруссии и Прибалтики.
Воспитанник Бобруйской ДЮСШ по футболу. Тренер Владимир Сасункевич. Начал играть в 1962 году в Бобруйске в детской команде, затем в клубной команде «Строитель» (Бобруйск) — 1971—1972 (по июнь).
В «Динамо» (Минск) — с июля 1972 года по 1983 год, став чемпионом СССР в 1982 году. В 1983 году был отчислен из команды за систематическое нарушение режима. С 1983 по 1984 год играл за «Торпедо» (Минск).
В конце 1984 года был помещён в Мозырский ЛТП, где провёл год.
Играл за «Днепр» (Могилёв) — 1986 (по июнь), «Нефтчи» (Баку) — 1987 (по апрель).
В сборной СССР — один матч; в олимпийской сборной СССР (1980) — две игры в 1980 году.
В высшей лиге — 168 матчей, 52 гола («Динамо» — 163, 51).
В январе 1989 снова отправлен в Мозырский ЛТП, где провёл два месяца.
Вечером 29 марта 1989 года в ресторане гостиницы «Минск» внезапно почувствовал себя плохо и скоропостижно скончался.
Похоронен на кладбище в деревне Токари Бобруйского района Могилёвской области.

## Достижения
- Чемпион СССР 1982
- В списке «33-х лучших футболистах СССР» — № 1 (1982)
- Бронзовый призёр ОИ 1980 (2 матча)

## Стиль игры
Быстрый, ловкий и техничный, находился в постоянном движении, все игровые действия выполнял на высокой скорости. Хорошо ориентировался на поле, умело взаимодействовал с партнёрами, заражал их своим азартом, отличался оригинальными игровыми решениями, владел прицельными ударами с обеих ног.

## Память
С 1993 года в Минске проводится турнир по мини-футболу памяти Прокопенко. С 2001 года Мемориалы Александра Прокопенко проводятся под эгидой Белорусской ассоциации мини-футбола (БАМФ).
В 2004 году белорусско-швейцарским банком БелСвиссБанк был учреждён приз имени Александра Прокопенко «За футбольный талант и самоотдачу в игре за Беларусь».
В 2007 году было объявлено, что Прокопенко поставят памятник в Минске.[уточнить]
В 2015 году именем Александра Прокопенко был назван стадион в Бобруйске.